# Caballeros Templarios (cártel)
Los Caballeros Templarios es un cartel mexicano surgido en el estado de Michoacán aliado del Cártel de Sinaloa. Anunciaron públicamente su aparición en marzo del 2011, escindiendo de La Familia Michoacana, aumentando su influencia en todo el estado de Michoacán, pareciendo más un movimiento pseudorreligioso que una organización criminal.
El nombre de este grupo parece hacer referencia a la orden religiosa y militar de Los Caballeros Pobres de Cristo y el Templo de Salomón, fundada en Jerusalén para proteger a los peregrinos que acudían a los lugares santos durante la Primera Cruzada, cuando la ciudad estaba bajo la ocupación musulmana, alrededor del año 1118.
La evolución de los Caballeros Templarios es vista como una de las más impactantes de la guerra contra el narcotráfico, ya que pasó de ser una facción de la Familia Michoacana a asumir el control de importantes centros de operaciones en Michoacán, ganando una importante base social, llegando a crear fuentes de trabajos comunitarios no cercanas al narcotráfico y convirtiéndose en la autoridad de facto en algunas localidades y municipios. También su crecimiento fue visto por expertos y autoridades más parecido a una insurgencia, esto por el orden y violenta que resultó su expansión.

## Historia e inicios
Sus líderes son Enrique Plancarte El Kike Plancarte, Servando Gómez Martínez, La Tuta y José Antonio Gonzáles "El Pepe", quienes tras la supuesta muerte del líder de la Familia Michoacana, Nazario Moreno González (conocido bajo los alias de El Chayo, El Macho Loco y El Más Loco) en diciembre de 2010, y tras la ruptura con Jesús Méndez Vargas, y la desaparición del brazo armado de "El kike", "Daniel Ramírez" (conocido como "El Rudy", su clave "El R10" que operaba en Zinapécuaro, Michoacán), pretendieron apoderarse de la base social que La Familia captó en sus inicios. Tras caer abatido "El Kike" Plancarte en Querétaro, permanecen como líderes Gómez Martínez y González.
Las primeras ejecuciones atribuidas a Los Caballeros Templarios fueron dos hombres colgados por el cuello, en dos puentes, a los que pusieron carteles que decían: "lo matamos por ladrón y secuestrador. Atentamente, Los Caballeros Templarios". En su momento, los Caballeros Templarios fueron señalados como uno de los cárteles más influyentes del país, según Insight Crime, cuyas principales actividades eran el narcotráfico, el trasiego de droga y la extorsión En junio de 2013, la Oficina de Control de Activos Extranjeros del Tesoro de Estados Unidos clasificó a los Caballeros Templarios como "Narcotraficantes Especialmente Designados", es decir que ciudadanos estadounidenses ahora tienen prohibido hacer negocios con ellos.
Michoacán siempre ha sido un estado donde muchas familias se han dedicado a lo largo de los años a la siembra de marihuana y la producción de cristal, entre otras; esas familias o pequeños grupos trabajaban individualmente, cada una con su negocio, cada quien con su trabajo. Curiosamente no eran llamados narcotraficantes ni miembros de un cártel, pues no se dedicaban al tráfico de narcóticos ni existía ninguna alianza entre ellos. El cultivo de marihuana era visto como un simple trabajo de algunas familias. El incremento en el narcotráfico llevó al desarrollo de los cárteles, estos quisieron apoderarse o robar la siembra de plantas a los rancheros michoacanos, cuyas propiedades son la base de los estupefacientes. En algunos casos, los rancheros fueron forzados a trabajar para los cárteles. En este punto los Caballeros Templario tuvieron una presencia importante en la política de varios municipios, siendo el caso más conocido el de Salma Karrum Cervantes, alcaldesa de Pátzcuaro, vínculada al cártel. También se relacionó al cártel con sobornos de cártel. El 14 de agosto de 2014, la alcaldesa de Huetamo Dalia Santana Pineda es arrestada bajo los delitos de homicidio y por presuntamente extorsionar a empleados del gobierno local y a comerciantes. En marzo de 2016, fue sentenciada a 22 años de prisión.
El principal puerto usado por el cártel en sus operaciones fue la ciudad de Lázaro Cárdenas, quienes controlaron parte de la actividad en el puerto, agravando los productos que pasan por el puerto, combinándolo por el lavado de dinero y más actividades criminales que van desde la piratería de ropa y otros productos. No fue hasta que fuerzas federales tomaron el control del puerto, cortando la influencia del cártel. Otro de sus principales fuentes de ingresos durante su época de esplendor fue la minería ilegal de hierro, la cual fue una de sus ramas más fructíferas.
En un tiempo, grandes cárteles peleaban por el dominio de Los Titanes Michoacán. El Cártel del Golfo creó otro brazo armado llamado "La Familia Michoacana" para pelear por [el titán de Michoacán] contra sus enemigos y obligar a las familias michoacanas a alistarse en sus filas. Hacía finales de 2013, según funcionarios del Organismo de Investigación Judicial de Costa Rica y la Oficina de las Naciones Unidas contra la Droga y el Delito (ONUDD), denunciaron la presencia de células de los Caballeros Templarios, una sorpresa para autoridades locales e internacionales.
Hoy en día, gran parte de la Familia Michoacana ha cambiado de nombre a Los Caballeros Templarios, debido a pequeñas riñas dentro del grupo, pero sigue siendo un grupo que consideraba "impenetrable el estado michoacano", ya que no permitían que otros grupos entren a causar terror en el estado. Aseguraban cínicamente no ser un grupo de delincuentes, sino una "hermandad" al servicio del pueblo.
La estructura de Los Caballeros Templarios se asemeja a una empresa, estando al centro de dicha organización un Consejo, rodeado por una Unidad Empresarial, una Unidad Institucional (organizaciones y medios), una Unidad Operativa (sicarios) y finalmente una Unidad Jurídica.

## Enfrentamientos contra otros grupos
Tras la supuesta muerte de Nazario Moreno González, Jesús Méndez Vargas quiso liderar a la Familia Michoacana. Esto provocó el enojo de Enrique Plancarte, "El Kike", y de Servando Gómez Martínez, "La Tuta", quienes decidieron formar su propia organización y se quedaron con la mayor parte de ella. Este segundo grupo se autodenominó "Los Caballeros Templarios Guardia Michoacana". Durante el auge de la organización, especialistas señalaron que la movilización de los Caballeros Templarios se podía comparar a una insurgencia, sobre todo durante su ofensiva contra Los Zetas, La Familia Michoacana o los grupos de Autodefensa.
Como líderes de la organización quedaron al frente Servando Gómez Martínez, "La Tuta", Dionisio Loya Plancarte, "El Tío", y Enrique Plancarte Solís, "El Kike". Como lugartenientes del grupo y operadores financieros quedaron José Samer Servín Juárez, "El Inge", y Alfonso Chávez Ruiz. También ocupan un puesto en la organización Gregorio Abeja Linares, "El Güero", y los respectivos "Jefes de Plaza" en todo el estado de Michoacán. Todos estos cambios se hicieron después de la captura de José de Jesús Méndez Vargas "El Chango Méndez" y de Saúl Solís Solís "El Lince". Durante este periodo de enfrentamiento, miembros de los Caballeros Templarios y la Familia Michoacana realizaron ataques contra la infraestructura en varias partes de Michoacán.
Con el tiempo la Familia Michoacana ha ido perdiendo la influencia social que tenía. Sus miembros son solo una pequeña porción que no estuvo de acuerdo con la “renovación” de lo que fue el cártel en un principio, liderado por Nazario Moreno. Ahora sus máximos exlíderes controlan esta misma agrupación con el nombre de Los Caballeros Templarios.
A causa de esto, la Familia Michoacana se disolvió dejando de ser uno de los cárteles más poderosos de México, replegandose del estado de Michoacán. Sus terrenos se han ido reduciendo poco a poco y en la actualidad solo abarcan algunas zonas del Estado de México, Chiapas, Guerrero, Morelos y la Ciudad De México, debido a sus debilitados recursos. Los Caballeros Templarios, por su parte, en pocos meses se expandieron a otros estados colindantes con Michoacán; y en algunas regiones del estado de Chiapas.
Otro importante conflicto de los Caballeros Templarios fue contra los grupos de Autodefensas, teniendo enfrentamientos como los ocurridos desde abril de 2013, y siendo una de las principales fuerzas opositoras al cártel. Otro enfrentamiento de gravedad ocurrió en septiembre del 2013, cuando los Caballeros Templarios intentaron irrumpir en Buenavista Tomatlán y cerca a Tepalcatepec, dejando cerca 14 muertos.
El 29 de julio de 2016 cerca de 10 cuerpos aparecieron calcinados dentro de una camioneta incinerada, esto en las cercanías del municipio de Cuitzeo. Por el hecho fueron arrestados el alcalde Juan Carlos Arreygue, gobernante del municipio de Álvaro Obregón y cuatro agentes de la policía municipal, por la relación con la masacre. Meses más tardes suscito uno ataques más mediáticos de los Caballeros Templarios ocurrió el 6 de septiembre, cuando un helicóptero de la Procuraduría General de Justicia de Michoacán fue derribado en la zona de Municipio de La Huacana, muriendo en el ataque el piloto de la unida y tres policías, los cuales un operativo para detener a un familiar de Ignacio Rentería Andrade “El Cenizo“, integrante de Los Caballeros Templarios, y uno de los objetivos a detener por el gobierno federal.

## La muerte de Nazario Moreno y decadencia del grupo

Presencia de las células de los Caballeros Templarios

Desde que el Gobierno Federal manifestó la caída del máximo líder de la Familia Michoacana, no se han presentado pruebas claras de que esto fue un hecho, lo que ha causado mucha controversia. Ha habido personas que aseguran que Nazario Moreno está vivo y escondido. Sin embargo, en diversos blogs se han podido leer muchos comentarios de presuntos miembros del cártel donde se hace referencia a ataques perpetrados por la FM (Familia Michoacana) en represalia por la ejecución de su líder. En sus años de prosperidad, el cártel llegó a ganar US$73 millones cada año por sus actividades de narcotráfico.
El 11 de octubre de 2011, Mario Buenrostro Quiroz, líder de la banda criminal “Los Aboytes”, arropada por la Familia Michoacana, fue capturado por personal ministerial en el municipio de Zamora. Durante el interrogatorio menciona que Nazario Moreno no ha muerto, que es una estrategia, aunque nada de esto haya sido probado y al parecer es una manipulación de sus miembros para no desanimarlos. "El Chayo es el máximo líder de Los Caballeros Templarios" y Servando Gómez Martínez "La Tuta".
El 20 de enero de 2014 es arrestado Jesús Vásquez Macías, alias "El Toro" (líder de los Caballeros Templarios), junto a dos criminales más, esto en el municipio de Lázaro Cárdenas.
Un par de meses después, 8 de marzo, es abatido Nazario Moreno González en un enfrentamiento con la Armada de México, esto en una operación en el municipio Tumbiscatío, Michoacán. Semanas después, el 31 de marzo, es asesinado Enrique Plancarte Solís, quien era uno de los líderes y fundadores del cártel. esto en un operativo de autoridades federales y estatales que tuvo lugar en el municipio de Colón.

### Código
Los Caballeros Templarios en sus inicios distribuyeron ampliamente un código en el que pretenden dar a conocer sus principios de acción, sus reglas de conducta y formas organizativas. El  cuadernillo, en el que el grupo se equipara con los antiguos guerreros de las cruzadas, fue distribuido casa por casa en algunos barrios populares de Morelia. En su código, articulado en 53 puntos, se asumen como una "orden" que ve la luz el 8 de marzo de 2011 con el propósito de "proteger a los habitantes del Estado libre, soberano y laico de Michoacán". Cabe destacar que todo aquel que los nuevos reclutas del grupo, tras ser elegido por un "Consejo compuesto por los hermanos de mayor experiencia y criterio", no podrá abandonar "la causa", puesto que, según el cuadernillo, deben hacer un "juramento que se deberá respetar a costa de la propia vida", además de comprometerse a no ingerir bebidas alcohólicas ni drogas.
Originalmente el cartel de los templarios estaba asociado con el Cártel del Golfo (fragmentado) y con el Cártel de Sinaloa (fragmentado) para combatir a Los Zetas y al Cártel de Jalisco Nueva Generación.

## El cártel en la actualidad
En junio del 2017, uno de los últimos presuntos líderes de los Caballeros Templarios, Ignacio Rentería Andrade, alias “El Cenizo”, fue arrestado por las fuerzas de seguridad mexicanas entre los municipios de Apatzingán y Parácuaro Michoacán. "El Cenizo" resultó lesionado en un brazo por proyectil, se reportó otro herido pero del bando de las fuerzas federales. El detenido fue llevado en a recibir atención además en dicho enfrentamiento también se reportó a sicarios de dicho cartel entre ellos destaca un joven de 17 años de apelativo, Diego Iván "Lucas" Guzmán, presunto integrante de ese cartel, familiar de José Guzmán alias "Chito" cabecilla de una célula delictiva de este cartel en el estado de Michoacán.
En 2020, los Caballeros Templarios y otras células del grupo siguen activos en todo el sur de México, en áreas de Michoacán y Guerrero, resistiendo el intento de expansión territorial de grupos como el Cartel Jalisco Nueva Generación. El grupo mantiente presencia no solo en Michoacán y Guerrero, teniendo presencia mínima en los estados de Guanajuato y Morelos. En junio del 2020 el secretario de Defensa Nacional Luis Cresencio Sandoval mencionó que es una de las cuatro organizaciones criminales que disputan el Estado de México, resaltando el CJNG, Guerreros Unidos y La Nueva Familia Michoacana, además de un indeterminado número de grupos delictivos menores que operan en el estado. También el secretario de Defensa menciona una alianza estratégica entre la La Nueva Familia Michoacana y los Caballeros Templarios en la disputa del Valle de México con otros grupos delicuenciales.
El 31 de agosto de 2022, es detenido por fuerzas estatales en la ciudad de Zamora de Hidalgo, Juan C. alias “El Hulk”, jefe operativo del cártel de Los Caballeros Templarios.
Meses después, el 19 de diciembre, días después el exlíder del grupo Servando Gómez Martínez fue condenado a 47 años y seis meses de prisión por los cargos de delincuencia organizada y tráfico de drogas. Días después, la Fiscalía General de la República dictó una sentencia de 312 años de prisión a Jhoan García Márquez, alias “El Chino”, integrante de los Caballeros Templarios, bajo los cargos de delincuencia organizada, privación ilegal de la libertad en la modalidad de secuestro en agravio de 12 víctimas y posesión de cartuchos para armas de uso exclusivo del Ejército, Armada y Fuerza Aérea. Al mes siguiente la Fiscalía Especializada en Materia de Delincuencia Organizada (FEMDO) condenó a otros miembros de Los Caballeros Templarios y Guerreros Unidos a penas que iban de 13 a 119 años de prisión. El 15 de diciembre del mismo año fue atacado a tiros Ciro Gómez Leyva, resultando en únicamente daños materiales, siendo los Caballeros Templarios señalados en primera instancia. Horas después, el abogado de Mario Alberto Romero Rodríguez alías "El Tucán", líder de plaza de Los Caballeros Templarios, señaló a la prensa que su cliente no estuvo involucrado en el ataque.
En marzo de 2023, Servando Gómez Martínez, La Tuta tramitó un amparo ante el Juzgado Octavo de Distrito en Materias de Amparo y Juicios Federales esto en el Estado de México para evitar ser trasladado al Centro Federal de Readaptación Social n.º 1, por lo cual su defensa alegó que sería aislado e incomunicado en dicho penal.